# Orgasmic
 (avril 2016).
Si vous disposez d'ouvrages ou d'articles de référence ou si vous connaissez des sites web de qualité traitant du thème abordé ici, merci de compléter l'article en donnant les références utiles à sa vérifiabilité et en les liant à la section « Notes et références ».
Cédric Caillol, dit Orgasmic, est un disc jockey et producteur de hip-hop et d'electro français, né en 1978 à Paris. Orgasmic a été membre du groupe TTC et a été également le premier DJ du Klub des loosers. Il est membre de la SuperFamilleConne ainsi que du duo Sound Pellegrino Thermal Team formé avec Teki Latex.

## Biographie
En 2002, il sort une première mixtape intitulée Orgasmic le Toxicologue est secretement amoureux de vous où il reprend de nombreux artistes dont Marilyn Manson, Britney Spears, D12 ou encore Busdriver.

En 2006, il sort sa première mixtape officielle chez Institubes, intitulée The Rise and Rise of ORGASMIC, contenant des exclusivités de Cuizinier, Charly Greane, Para One, Feadz, Omnikrom, Institubes Paris Terror Club...
Il a également produit les trois mixtapes de Cuizinier, Pour les filles Vol. 1, 2 et 3. Il est actuellement très impliqué dans Stunts, division rap du label Institubes et codirige Sound Pellegrino avec Tekilatex.
Le 21 avril 2014 sort l'album « Grand Siècle », où Orgasmic collabore à nouveau avec Fuzati, son ancien compagnon du Klub des loosers.